# Худун
Худун (Hudong, раніше Hoodong, кит.: 互动在线) — найбільший у світі китайський енциклопедичний сайт на вікі-рушії HDWiki, заснований в 2005 році доктором наук Пань Хайдуном.
Енциклопедія активно росте: для порівняння в грудні 2008 року, енциклопедія включала більше 2,96 млн записів і 2,82 млрд символів. Станом на
лютий 2011 року за кількістю статей Hudong обганяє англійський розділ Вікіпедії (3 млн), 5 млн із більш, ніж 5.22 млрд знаків, кількість користувачів — більше 3 млн. Власники сайту вважають, що через 3 роки кількість статей в Hudong подвоїться.
Англійською раніше називався Hudong або Hoodong, з грудня 2012 року має англомовну назву Baike.com.

## Статистика росту
- Грудень 2007 — 1,5 млн статей, 250 000 учасників[5];
- Січень 2009 — 2,9 млн статей, 700 000 учасників[6];
- Початок 2010 року — 4 млн статей, 3,37 млрд знаків;
- Лютий 2011 — 5 млн статей, 5,22 млрд знаків, понад 3 млн учасників;
- Лютий 2012 — 6 млн статей[7]
- Квітень 2013 — 7,5 млн статей (більше, ніж англійська, голландська та німецька Вікіпедії, разом узяті);
- Лютий 2015 — 11 млн статей, понад 8,7 млн учасників;
- Жовтень 2015 — 13,6 млн статей, понад 9,9 млн учасників;
- Серпень 2019 — 18,9 млн статей, понад 13 млн учасників.